# 黃金蒙馬特

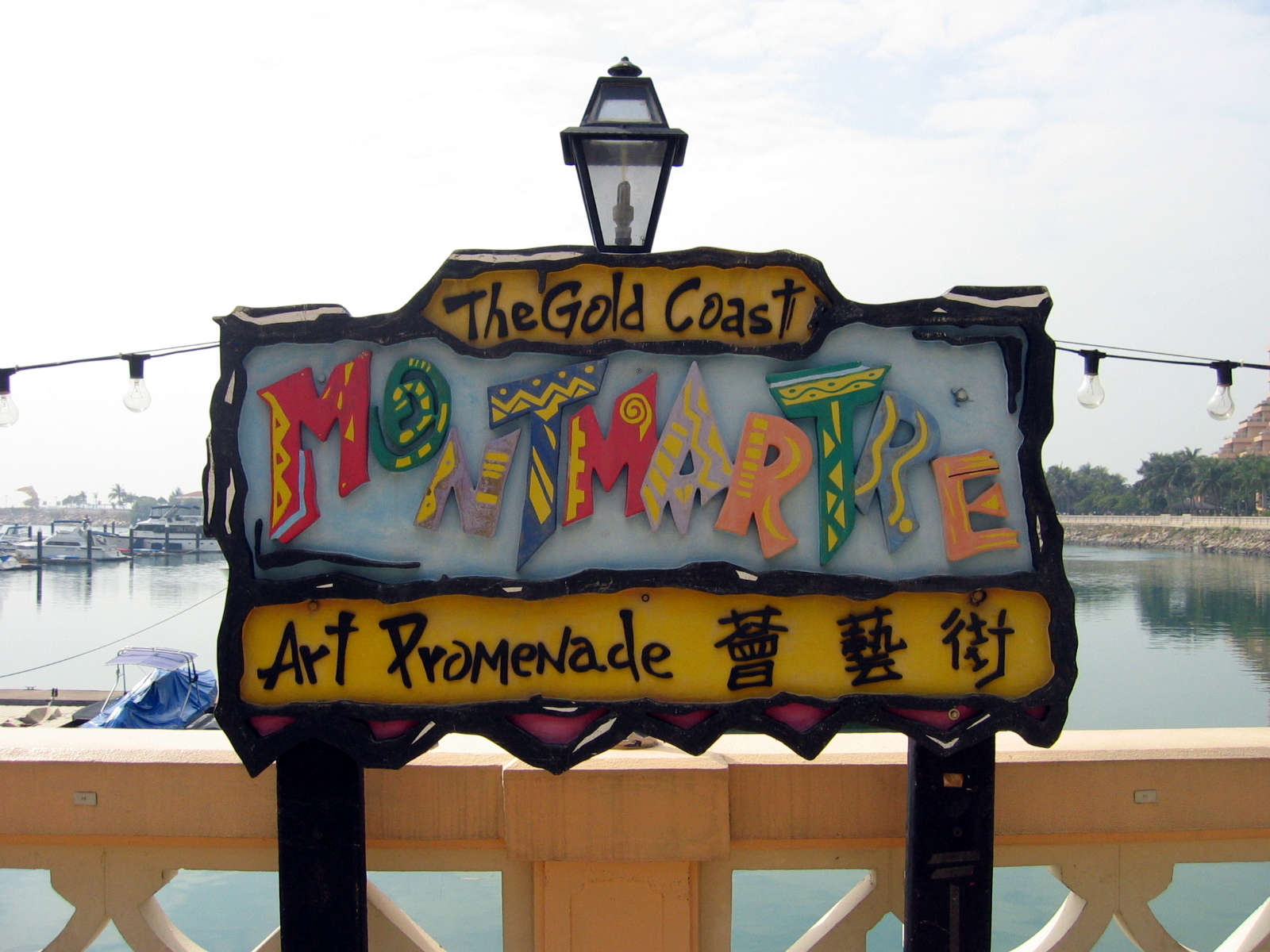
黃金蒙馬特標誌

黃金蒙馬特 （英語：The Gold Coast Montmartre Art Promenade）是香港首個街頭文化藝術廣場，位於新界屯門區黃金海岸，於1995年設立。廣場位於青山灣畔，以其歐陸式建築設計，婆娑的棕櫚樹及充滿地中海浪漫情調馳名。藝墟逢星期五、六、日及公眾假期開放，為西方藝術、音樂及文化愛好者提供一個切磋交流的園地。
墟內設50個各式各樣的攤位及展品，琳琅滿目，盡情展示西方藝術及精緻工藝品。每月租金為港幣$1,950，每次租期為三個月。

## 停辦
不過近年多個藝墟湧現街頭，發展商信和置業於2013年5月底停辦。